# Колодијумски процес
Колодијумски процес је рани начин израде фотографија. Овај процес се највише везује за поступак израде који се назива колодијумски процес са мокром плочом. Захтева да се фотографски материјал премаже, изложи и развије у року од петнаестак минута, што захтева мобилну фотографску комору за употребу на терену. Колодијум се обично користи док је плоча још увек мокра, али се може користити и у конзервираном (влажном) или потпуно сувом облику, по цени знатно дужег времена излагања материјала. Сува форма је била неприкладна за уобичајене портретне радове већине портретних фотографа 19. века. Самим тим употреба суве форме остала је ограничена на пејзажну фотографију и друге примене где су вишеминутне експозиције то дозвољавале.

## Историја
Колодијумски процес је пронађен 1851. године, готово истовремено од стране Фредерика Скота Арчера и Густава Ле Греја. Током наредних деценија многи фотографи и научници су процес усавршавали или мењали разним техникама. Крајем 1860. готово је у потпуности заменио први фотографски процес који се назива дагеротипија.
Током 1880-их, колодијумски процес увелико су замењивале суве желатинске стаклене плоче са фотографском емулзијом халогенида сребра суспендованих у желатин. Сува желатинска емулзија није била само погоднија, већ је могла бити много осетљивија, знатно смањујући време експозиције.
Један начин колодијумског процеса, феротипија, био је у употреби код путујућих портретних фотографа у забавним парковима чак до 1930-их година, а поступак колодијумске мокре плоче још увек се користио у штампарству 1960-их за радове на линијама и тону, обзиром да је било много јефтиније од желатинског филма у великим количинама.

## 21. век
Колодијумска техника са мокром плочом добила је препород као историјска техника у 21. веку. Фотографи примењених уметности користе овај процес и његову индивидуалност за изложбе у галеријама, као и за личне пројекте. Још увек постоји неколико произвођача опреме за овај начин фотографисања, па самим тим са колодијумом и даље раде уметници широм света. Процес се учи на радионицама по целом свету, а постоји и неколико приручника и књига које се штампају. Модерни уметници који користе колодијумски процес су Сали Ман, Бен Каучи, Борут Питрлн, Џон Кофер, Џони Стернбах, Дејвид Емит Адамс, Марк Остерман, Франс Скали Остерман, Џек Дебагиан, Линдси Рос, Мег Турнер. Има их много више који су такође допринели приближавању овог процеса модерном добу.

## Предности
Колодијумски процес производи негатив на провидним плочама (стаклу). Ово је било унапређење у односу на калотип процес, пронађен од стране Хенри Фокс Талбота који се ослањао на папирне негативе и дагеротипију, која производи јединствени позитив слике и не може се умножавати. Колодијумски процес је на тај начин комбиновао добре квалитете калотипа (омогућавајући фотографу да направи теоретски неограничен број копија од једног негатива) и дагеротипа (стварајући оштрину на фотографијама која се не може постићи папирним негативима). 
Како је колодијум лепљив, провидан медиј, и може се намочити у раствор сребро нитрата док је мокар, идеалан је за наношење на стаклене и металне плоче у сврху фотографије. Када је метална плоча пресвучена колодијумом, потопљена у сребро нитрат, изложена, и на крају развијена, ствара директни позитив, али наопачке на плочи због рефракције кроз објектив. Када се исти поступак понови али на стакленој плочи, слика постаје негатив и може се лако умножавати на фотографском папиру. Ово је била огромна предност у односу на дагеротип, који није био директно поновљив. Колодијумска мокра плоча је такође релативно јефтин процес у односу на његовог претходника, и не захтева опрему за полирање или екстремно отровне кутије за испаравање потребне за дагеротипију. Са стакленом плочом као носачем, цена по слици је такође била далеко мања од посребрених бакарних плоча, и трајнија од папирних негатива. Процес је такође био веома брз за то време, захтевајући само неколико секунди експозиције на дневној светлости, у односу на 30 или више секунди за друге облике фотографије доступне средином 1800-их.

## Мане
Процес са мокрим колодијумом имао је велику ману. Цео поступак, од наношења до развоја морао је да се обави пре него што се плоча осуши. Ово је фотографу давало не више од 10 минута да се све обави. Ово га је учинило неадекватним за употребу на терену, јер је захтевао преносиву мрачну собу. Капљице остатка раствора сребро нитрата стварале су мрље на фотографијама. Купка сребро нитрата је такође била извор проблема. Постепено постаје засићена са алкохолом, етром, јодидним и бромидним солима, прашином и разним органским материјама. Изгубила би ефикасност, узрокујући да плоче мистериозно не репродукују слику.
Као и код свих претходних фотографских процеса, поступак са мокрим колодијумом био је осетљив само на плаву светлост. Топле боје изгледају тамно, а хладне једнолично светло. Небо са облацима је немогуће приказати, јер спектар белих облака садржи приближно плаве боје као и небо. Лимун и парадајз изгледају сјајно црни, а бело-плава простирка чисто бело.

## Употреба
Упркос својим недостацима, колодијум је постао изузетно популаран. Коришћен је за портрете, пејзаже, архитектуру и уметничку фотографију. Највећи негативи на стакленим плочама произведени у 19. веку направљени су у Сиднеју у Аустралији 1875. године. Израдио их је професионални фотограф Чарлс Бејлис уз помоћ богатог фотографа аматера Бернхарда Ото Холтермана, који је финансирао пројекат.
Колодијумски процес са мокром плочом користи велики број уметника и експериментиста који преферирају његову естетику и квалитете у односу на модерне желатин-сребро процесе. Светски дан мокрих плоча одржава се сваке године у мају за савремене практиканте ове технике.